# Savski Bok
Savski Bok je naseljeno mjesto u Republici Hrvatskoj u općini Vrbje u Brodsko-posavskoj županiji. 

## Zemljopis
Nalazi se na obali rijeke Save 12 km južno od Nove Gradiške, susjedna sela su Mačkovac na istoku i Visoka Greda na sjeveru. 

## Stanovništvo
Prema popisu stanovništva iz 2011. godine Savski Bok je imao 57 stanovnika, dok je 2001. godine imao 87 stanovnika od toga 86 Hrvata. 
| broj stanovnika |       |       |       |       |       |       |       |       |       |       |       |       | 86    | 60    | 87    | 57    | 39    |
|                 | 1857. | 1869. | 1880. | 1890. | 1900. | 1910. | 1921. | 1931. | 1948. | 1953. | 1961. | 1971. | 1981. | 1991. | 2001. | 2011. | 2021. |